# Prix Scarron
Le prix Scarron était un prix littéraire de l’humour couronnant des ouvrages de bonne humeur. Il était remis par le « Cercle Scarron », fondé par René Virard, puis présidé à partir de 1959 par Jean-Pierre Bayard.
Jacques Chabannes, Paul Guth, Jean Le Poulain et parfois Achille Zavatta participaient à cette remise de prix.

## Liste des lauréats
- 1951 : Ernestine Gilbreth Carey (en) et Frank Bunker Gilbreth, Jr. (en)  pour Treize à la douzaine
- 1953 : Francis Didelot pour Adam est... Eve[1]
- 1955 : Marc Blancpain pour Arthur et la planète
- 1956 : Jacques Chabannes pour Prince Carolus
- 1962 : Jean-Louis Quéreillahc pour Untel maire
- 1963 : Hervé Lauwick pour D'Alphonse Allais à Sacha Guitry
- 1964 : Maurice Lelong pour Célébration De L'Andouille
- 1968 : Romain Roussel pour Papa tu me fais rire
- 1972 : Jean-Michel Barrault pour Le Vade mecum du Petit Yachtman
- 1973 : Philippe Bouvard pour Un oursin dans le caviar
- 1974 : René Fallet pour Ersatz
- 1976 : Alain Spiraux pour Hitler, ta maman t’appelle
- 1981 : Léo Campion  pour Le Cul à travers les âges
- 1982 : Philippe Ragueneau pour Sacrées vacances
- 1983 : Sim pour Elle est chouette ma gueule